# هارفي صموئيل إروين
هارفي صموئيل إروين (بالإنجليزية: Harvey Samuel Irwin)‏ هو محامي وسياسي أمريكي، ولد في 10 ديسمبر 1844 في الولايات المتحدة، وتوفي في 3 سبتمبر 1916 في نفس البلد. حزبياً، نشط في الحزب الجمهوري. وقد انتخب عضو مجلس النواب الأمريكي.